# Хун Манет
Хун Манет (кхмер. ហ៊ុន ម៉ាណែត, Hŭn Manêt (20 жовтня 1977 , бордель, Демократична Кампучія )  — камбоджійський політик і генерал, прем'єр-міністр Камбоджі з 21 серпня 2023 року.

До свого політичного призначення він обіймав у Королівських збройних силах Камбоджі (RCAF) посаду заступника головнокомандувача та командувача Королівської камбоджійської армії.
Він є другим старшим сином колишнього прем'єр-міністра Хун Сена і Бун Рані.
Він також очолює національну оперативну групу з боротьби з тероризмом.
Мане виріс і здобув загальну освіту в Пномпені, а пізніше вступив до лав збройних сил в 1995 році, того ж року він вступив до Військової академії США у Вест-Пойнті.
Здобувши диплом в 1999 році, Мане став першим камбоджійцем, який закінчив академію.

ЗМІ та сам Хун Сен згадували його як кандидата на посаду прем'єр-міністра.

Ця заява була офіційно оприлюднена 4 грудня 2021 року, коли Мане був одноголосно обраний Центральним комітетом Камбоджійської народної партії майбутнім кандидатом від партії на посаду прем'єр-міністра після Хун Сена, що зробило його прем'єр-міністром-в-очікуванні .

Згідно з підсумками парламентських виборів у Камбоджі 2023 року Хун Сен оголосив про свою відставку з посади прем'єр-міністра 26 липня, офіційно зробивши Мане призначеним прем'єр-міністром